# Ligne jaune du métro de Washington
La Yellow Line (YL) est l'une des six lignes du métro de Washington.

## Histoire
Le 19 mai 2023, la ligne compte une station supplémentaire avec l'ouverture de Potomac Yard à Alexandria.